# (1060) Magnolia
(1060) Magnolia est un astéroïde de la ceinture principale découvert le 13 août 1925 par l'astronome allemand Karl Reinmuth à l'Observatoire du Königstuhl près de Heidelberg. Sa désignation provisoire était 1925 PA.
Il tire son nom du genre de plantes à fleurs Magnolia.